# Jacques Bonneaud
Jacques Bonneaud, né le 13 mars 1898 et mort le 14 août 1971 , est un lithographe et affichiste français.

## Biographie
Il entre à l'école nationale supérieure des beaux-arts en 1916 dans la classe de Fernand Cormon. En 35 ans de carrière, il réalise près de 2 000 affiches pour le cinéma en utilisant la technique de la lithographie. La plus célèbre reste celle pour Les Enfants du paradis  de Marcel Carné. En 1958, il cesse son activité d'affichiste et devient directeur artistique dans une imprimerie.

## Affiches de cinéma
Liste des affiches de Jacques Bonneaud :

### Années 1920
- 1927 : Le Signal de feu, de John Stuart Robertson
- 1929 :
  - Fu-Manchou, de Rowland V. Lee
  - Weary River, de Frank Lloyd

### Années 1930
- 1930 :
  - Le Diable blanc, d'Alexandre Volkoff
  - La Patrouille de l'aube, de Howard Hawks
- 1931 :
  - Fascnation, de Clarence Brown
  - Le Masque d'Hollywood, de Clarence G. Badger
- 1932 :
  - Autour d'une enquête, de Robert Siodmak
  - L'Aviateur, de William A. Seiter
  - Le Bluffeur, d'André Luguet
  - Le Harpon rouge, de Howard Hawks
  - L'Opéra de quat'sous, de Georg Wilhelm Pabst
  - La Perle, de René Guissart
  - Les Titans du ciel, de George William Hill
- 1933 :
  - Le Coq du régiment, de Maurice Cammage
  - Mon Chapeau, de Lucien Jaquelux
  - Prologues, de Lloyd Bacon et Busby Berkeley
- 1934 : 
  - Le Bonheur de Marcel l'Herbier [3]
  - Le Cabochard, de Ray Enright
  - Château de rêve, de Géza von Bolváry et Henri-Georges Clouzot
  - Jennie Gerhardt, de Marion Gering
  - Liliane, d'Alfred E. Green
  - Voici la marine, de Lloyd Bacon
  - Voyage sans retour, de Tay Garnett
- 1935 :
  - El Matador, de Stephen Roberts
  - Furie noire, de Michael Curtiz
  - Stradivarius, de Géza von Bolváry
  - Tête chaude, de Lloyd Bacon
  - Ville frontière, d'Archie Mayo
- 1936 :
  - L'Affaire Garden, d'Edwin L. Marin
  - Au son des guitares, de Pierre-Jean Ducis
  - Capitaine Blood, de Michael Curtiz
  - Donogoo, de Reinhold Schünzel et Henri Chomette
  - Une femme qui tombe du ciel, de George Fitzmaurice
- 1937 :
  - Ange, d'Ernst Lubitsch
  - Gribouille, de Marc Allégret
  - Gueule d'amour de Jean Grémillon [4]
  - Nuits de princes, de Vladimir Strijevski
- 1938 : 
  - Entrée des artistes réalisé par Marc Allégret
  - Les Gens du voyage, de Jacques Feyder
  - Légions d'honneur, de Maurice Gleize
  - Le Tombeau hindou, de Richard Eichberg
- 1939 :
  - Petite Princesse, de Walter Lang
  - La Règle du jeu, de Jean Renoir
  - Thérèse Martin, de Maurice de Canonge

### Années 1940
- 1940 :
  - Et la parole fut, d'Irving Cummings
  - La Grande Farandole, de H. C. Potter
  - Les Musiciens du ciel, de Georges Lacombe
  - Sherlock Holmes, d'Alfred L. Werker
- 1941 :
  - Bel-Ami, de Willi Forst
  - Le Briseur de chaînes, de Jacques Daniel-Norman
  - La Charge fantastique de Raoul Walsh [5]
- 1942 :
  - Chèque au porteur, de Jean Boyer
  - Forte Tête, de Léon Mathot
- 1943 :
  - Brazza, de Léon Poirier
  - Le corbeau de Henri-Georges Clouzot [6]
  - Les Deux Timides, d'Yves Allégret
  - La Farce tragique, d'Alessandro Blasetti
- 1944 :
  - Au bonheur des Dames, d'André Cayatte
  - Histoire de rire, de Marcel L'Herbier
  - La Malibran, de Sacha Guitry
  - Titanic, de Herbert Selpin
- 1945 :
  - Le Bossu, de Jean Delannoy
  - Les Enfants du paradis de Marcel Carné
  - Monsieur des Lourdines, de Pierre de Hérain
  - La Route du bagne, de Léon Mathot
  - Untel père et fils, de Julien Duvivier
- 1946 :
  - À chaque aube je meurs, de William Keighley
  - Bourrasque, de Pierre Billon
  - La Dernière Chance, de Leopold Lindtberg
  - L'étrangère, d'Anatole Litvak
  - L'Héroïque Parade, de Carol Reed
  - L'Homme fatal, d'Anthony Asquith
  - Leçon de conduite, de Gilles Grangier
  - La Madone aux deux visages, d'Arthur Crabtree
  - Menaces sur la ville, de Lloyd Bacon
  - Monsieur Grégoire s'évade, de Jacques Daniel-Norman
  - Regards sur l'Afrique, de Roger Verdier
  - La Règle du jeu, de Jean Renoir
  - La Rose de mer, de Jean de Baroncelli
  - Sérénade aux nuages, d'André Cayatte
  - Le Suspect, de Robert Siodmak
  - La Symphonie pastorale de Jean Delannoy [7]
  - Le Val d'enfer, de Maurice Tourneur
  - La Vraie Gloire, de Garson Kanin
- 1947 :
  - 120, rue de la Gare, de Jacques Daniel-Norman
  - Les Aventures de Casanova, de Jean Boyer
  - L'Entraîneuse fatale, de Raoul Walsh
  - Fausse Identité, d'André Chotin
  - La Femme en rouge, de Louis Cuny
  - Le Père Serge, de Lucien Ganier-Raymond
  - Torrents, de Serge de Poligny
  - Le Village perdu, de Christian Stengel
- 1948 :
  - Le Diable boiteux de Sacha Guitry[8]
  - D'homme à hommes, de Christian-Jaque
  - La Vallée maudite, de George Waggner
- 1949 :
  - La Brigade du suicide, d'Anthony Mann
  - Deux Nigauds chez les tueurs, de Charles Barton
  - L'Escadron noir, de Raoul Walsh
  - Maya, de Raymond Bernard
  - Monsieur Vincent, de Maurice Cloche
  - Par la porte d'or, de Mitchell Leisen
  - Sabotage à Berlin, de Raoul Walsh
  - Sahara, de Zoltan Korda
  - Trafic à Saïgon, de Leslie Fenton

### Années 1950
- 1950 :
  - Agnès de rien, de Pierre Billon
  - L'Araignée, de Michael Gordon
  - Au p'tit zouave, de Gilles Grangier
  - Les Corsaires de la terre, de Tay Garnett
  - La Dame de chez Maxim, de Marcel Aboulker
  - Les femmes sont folles, de Gilles Grangier
  - La Grande Menace, de Gordon Douglas
  - Horizons en flammes, de Delmer Daves
  - L'Invité du mardi, de Jacques Deval
  - Le Maître du gang, de Joseph H. Lewis
  - Millionnaires d'un jour, d'André Hunebelle
  - Minne, l'ingénue libertine, de Jacqueline Audry
  - Le Mystère du château maudit, de George Marshall
  - On n'aime qu'une fois, de Jean Stelli
  - Pas de pitié pour les femmes, de Christian Stengel
  - Saboteur sans gloire, de Raoul Walsh
- 1951 :
  - Air Force, de Howard Hawks
  - Allons donc, papa !, de Vincente Minnelli
  - Barry, de Richard Pottier
  - Coupable ?, de Yvan Noé
  - Descendez, on vous demande, de Jean Laviron
  - Destination... Lune !, de Irving Pichel
  - Les Écumeurs des Monts Apaches, de Ralph Murphy
  - L'Étrange Madame X, de Jean Grémillon
  - L'Homme de la Jamaïque, de Maurice de Canonge
  - Mammy, de Jean Stelli
  - Monsieur Fabre, de Henri Diamant-Berger
  - Les Nouvelles Aventures du capitaine Blood, de Gordon Douglas
  - Les Petites Cardinal, de Gilles Grangier
  - Piédalu à Paris, de Jean Loubignac
  - Pour l'amour du ciel, de Luigi Zampa
  - Sérénade au bourreau, de Jean Stelli
  - Toselli, de Duilio Coletti
- 1952 : 
  - À l'abordage, de George Sherman
  - L'amour n'est pas un péché, de Claude Cariven
  - La Fille au fouet, de Jean Dréville
  - Le Gantelet vert, de Rudolph Maté
  - Le Père de la mariée, de Vincente Minnelli
- 1953 :
  - L'Agonie des aigles, de Jean Alden-Delos
  - Alerte au Sud, de Jean Devaivre
  - L'Escadrille de l'enfer, de Lesley Selander
  - Je suis un mouchard, de René Chanas
  - Le Miracle de Fatima, de John Brahm
  - La Route impériale, de Marcel L'Herbier
  - Salomé, de William Dieterle
  - Station Terminus, de Vittorio De Sica
  - Trois pas vers la potence, de John Gilling
- 1954 :
  - Baron tzigane, de Arthur Maria Rabenalt
  - Le Cavalier noir, de Gilles Grangier
  - Faites-moi confiance, de Gilles Grangier
  - Prends-moi dans tes bras, de Julio Bracho
  - Rumeur publique, de Maurizio Corgnati et Goffredo Alessandrini
- 1955 :
  - Bonnes à tuer, de Henri Decoin
  - Fortune carrée, de Bernard Borderie
  - La Grande Aventure, de Arne Sucksdorff
  - La Madone des sleepings réalisé par Henri Diamant-Berger[9]
  - Orient-Express, de Carlo Ludovico Bragaglia
  - La Patrouille des sables, de René Chanas
- 1956 :
  - Cela s'appelle l'aurore de Luis Buñuel [10]
  - Du sang dans le soleil, de Mario Monicelli
  - La Plus Belle des vies, de Claude Vermorel
  - Trois pas vers la potence, de John Gilling
  - Un missionnaire, de Maurice Cloche
- 1957 :
  - Deuxième Bureau contre inconnu, de Jean Stelli
  - Donnez-moi ma chance, de Léonide Moguy
  - L'inspecteur aime la bagarre, de Jean Devaivre
  - Les Intrigantes, de Henri Decoin
  - Sourires d'une nuit d'été, d'Ingmar Bergman
  - Le Toit, de Vittorio De Sica